# Hjeltholmen
Ne doit pas être confondu avec Hjeltholmen (Alver).
Hjeltholmen est une île dans le landskap Sunnhordland du comté de Vestland. Elle appartient administrativement à Øygarden.

## Géographie
Rocheuse et couvert d'arbres, elle s'étend sur environ 365 m de longueur pour une largeur approximative de 145 m. Elle compte une vingtaine d’habitations. 